# Жаменці
Жаменці (словен. Žamenci) — поселення в общині Дорнава, Подравський регіон‎, Словенія.